# Zou Shiming
Zou Shiming o Zhou Shiming, anche Zhou Shi Ming (鄒市明T, 邹市明S, Zōu ShìmíngP; Zunyi, 18 maggio 1981) è un pugile cinese, della categoria dei pesi minimosca.

## Carriera pugilistica

### Risultati olimpici

#### Atene 2004
Ha vinto la medaglia di bronzo nella categoria dei pesi mosca leggeri al torneo di pugilato delle Olimpiadi di Atene del 2004.
- Batte Rau'shee Warren ( Stati Uniti) 22-9
- Batte Endalkachew Kebede ( Etiopia) 31-8
- Batte Aleksan Nalbandyan ( Armenia) 20-12
- Sconfitto da Yan Bartelemí ( Cuba) 17-29

#### Pechino 2008
Ha vinto la medaglia d'oro nella categoria dei pesi mosca leggeri al torneo di pugilato delle Olimpiadi di Pechino del 2008.
- Batte Eduard Bermudez ( Venezuela) 11-2
- Batte Nordine Oubaali ( Francia) +3-3
- Batte Birzhan Zhakypov ( Kazakistan) 9-4
- Batte Paddy Barnes ( Irlanda) 15-0
- Batte Pürevdorjiin Serdamba ( Mongolia) RET

#### Londra 2012
Ha vinto la medaglia d'oro nella categoria dei pesi mosca leggeri al torneo di pugilato delle Olimpiadi di Londra del 2012.
- Batte Yosbany Veitia Soto ( Cuba) 14-11
- Batte Birzhan Zhakypov ( Kazakistan) 13-10
- Batte Paddy Barnes ( Irlanda) +13-13
- Batte Kaeo Pongprayoon ( Thailandia) 13-10

### Risultati ai Mondiali

#### Bangkok 2003
Ha vinto la medaglia d'argento nella categoria dei pesi mosca leggeri ai mondiali di Bangkok 2003.
- Batte Yan Bartelemí ( Cuba) 22-15
- Batte Rudolf Dydi ( Slovacchia) 21-9
- Batte Harry Tanamor ( Filippine) 21-13
- Sconfitto da Sergey Kazakov ( Russia) 19-23

#### Mianyang 2005
Ha vinto la medaglia d'oro nella categoria dei pesi mosca leggeri ai mondiali di Mianyang 2005.
- Batte Łukasz Maszczyk ( Polonia) 18-10
- Batte Salim Salimov ( Bulgaria) 22-9
- Batte Yan Bartelemí ( Cuba) 12-10
- Batte Sherali Dostiev ( Tagikistan) 18-13
- Batte Pál Bedák ( Ungheria) 31-13

#### Chicago 2007
Ha vinto la medaglia d'oro nella categoria dei pesi mosca leggeri ai mondiali di Chicago 2007.
- Batte Constantin Paraschiv ( Romania) 15-3
- Batte Birzhan Zhakipov ( Kazakistan) 30-13
- Batte David Ayrapetyan ( Russia) 23-16
- Batte Paddy Barnes ( Irlanda) 22-8
- Batte Nordine Oubaali ( Francia) RSCO 3
- Batte Harry Tanamor ( Filippine) 17-3

#### Baku 2011
Ha vinto la medaglia d'oro nella categoria dei pesi mosca leggeri ai mondiali di Baku 2011.
- Batte Juan Medina ( Rep. Dominicana) 17-9
- Batte Istvan Ungvari ( Ungheria) 12-2
- Batte Mark Barriga ( Filippine) 12-5
- Batte Kaew Pongprayoon ( Thailandia) 14-8
- Batte David Ayrapetyan ( Russia) 15-8
- Batte Shin Jong-Hoon ( Corea del Sud) 20-11